# Kühne oSo kerékpárgyártmányok
Kühne Ede mosoni gépgyárának (ma Kühne Mezőgazdasági Gépgyár Zrt. – Mosonmagyaróvár) mezőgazdasági gyártmányai bel- és külföldön is nagy elismerésnek örvendtek már a 19. század második felében. A kiállításokon gépeikkel sorra elnyert érmek is bizonyították a vevők számára, a "KÜHNE" felirat egyet jelent a minőséggel. A 20. század történelmi eseményei viszont az 1930-as évek elejére teljesen kiszolgáltatottá tette a gyárat, a kialakult helyzettel és a csődközeli állapotában, többségi tulajdont szerző Hazai Bankkal szemben. A világgazdasági válság a gyár fő profilját szinte teljesen háttérbe szorította, a túlélésért folytatott harcban az eddigiektől jóval eltérő cikkek gyártásával kezdtek kísérletezni. 
Így került a Kühne gyár kínálatába jelentős újításként a kerékpáralkatrészek, majd a komplett kerékpárok gyártása.
Általuk gyártott alkatrészeket "oSo" védjeggyel látták el, utalva ezzel az akkor még önálló Moson településre (Magyaróvárral való 1939-es egyesülés előtt). Később a komplettre szerelt saját kerékpár típusaikat az első sárvédőn elhelyezett alumínium "szárnyas" oSo dísszel jelölték 
A férfi váztípusok kormánykarmantyúinak gazdagon díszítettségéről könnyen felismerhetőek, női kerékpárvázak kialakítása is egyedi a hazai piacon. Sajátos lánckerekek, középen "bordás erősítésű" sárvédők és "bordás" abroncsok jellemezték formavilágukat. Az alkatrészek és kerékpárvázak felületén lévő nikkelezéseket, majd krómozásokat, illetve a tükörfényes égetett zománcozásokat is saját kerékpárműhelyben végezték. Helyi szakember végezte a szabadkézi díszítőfestéseket is az egyes kerékpárrészeken. A sajátos "KÜHNE oSo" külcsínt kevésbé befolyásoló kiegészítők közül nem minden alkatrész (pl.: hátsó szabadonfutóagyak) gyártását végezték saját üzemükben. Bár a kerékpárgyártás, mint üzletág jól jövedelmezőnek bizonyult (1938-ban már legalább 8000 darab kerékpár, illetve váz gyártása valósult meg), de a világháború kitörése megtorpantotta a fejlődését. A kereslet megmaradt a gyártmányokra, de az anyagellátás nehézségei és háborús időszak intézkedései jelentősen megnehezítették a kereskedést.
Főbb saját kerékpár típusjelzések: KÜHNE – SUPER oSo – DÁMA – EXCELLENT – EUROPA – UNIO – GRAND PRIX – ILDIKO – OMEGA – UZSOK – TALISMAN
Az 1933-tól kezdődő forgalmazás, a gyár államosításáig 1948-ig tartott.